# Свен-Оке Лундбек
Свен-Оке Лундбек  (швед. Sven-Åke Lundbäck, 26 січня 1948) — шведський лижник, олімпійський чемпіон.

## Виступи на Олімпіадах
| Олімпіада        | Дисципліна         | Місце |
| ---------------- | ------------------ | ----- |
| Саппоро 1972     | 15 км              | 1     |
| Саппоро 1972     | 30 км              | 13    |
| Саппоро 1972     | естафета 4 х 10 км | 4     |
| Інсбрук 1976     | 15 км              | 30    |
| Інсбрук 1976     | 30 км              | 35    |
| Інсбрук 1976     | 50 км              | 16    |
| Інсбрук 1976     | естафета 4 х 10 км | 4     |
| Лейк-Плесід 1980 | 30 км              | 17    |
| Лейк-Плесід 1980 | 50 км              | 8     |
| Лейк-Плесід 1980 | естафета 4 х 10 км | 5     |

## Зовнішні посилання
- Досьє на sport.references.com [Архівовано 18 грудня 2012 у Wayback Machine.]